# Kasprowy Wierch

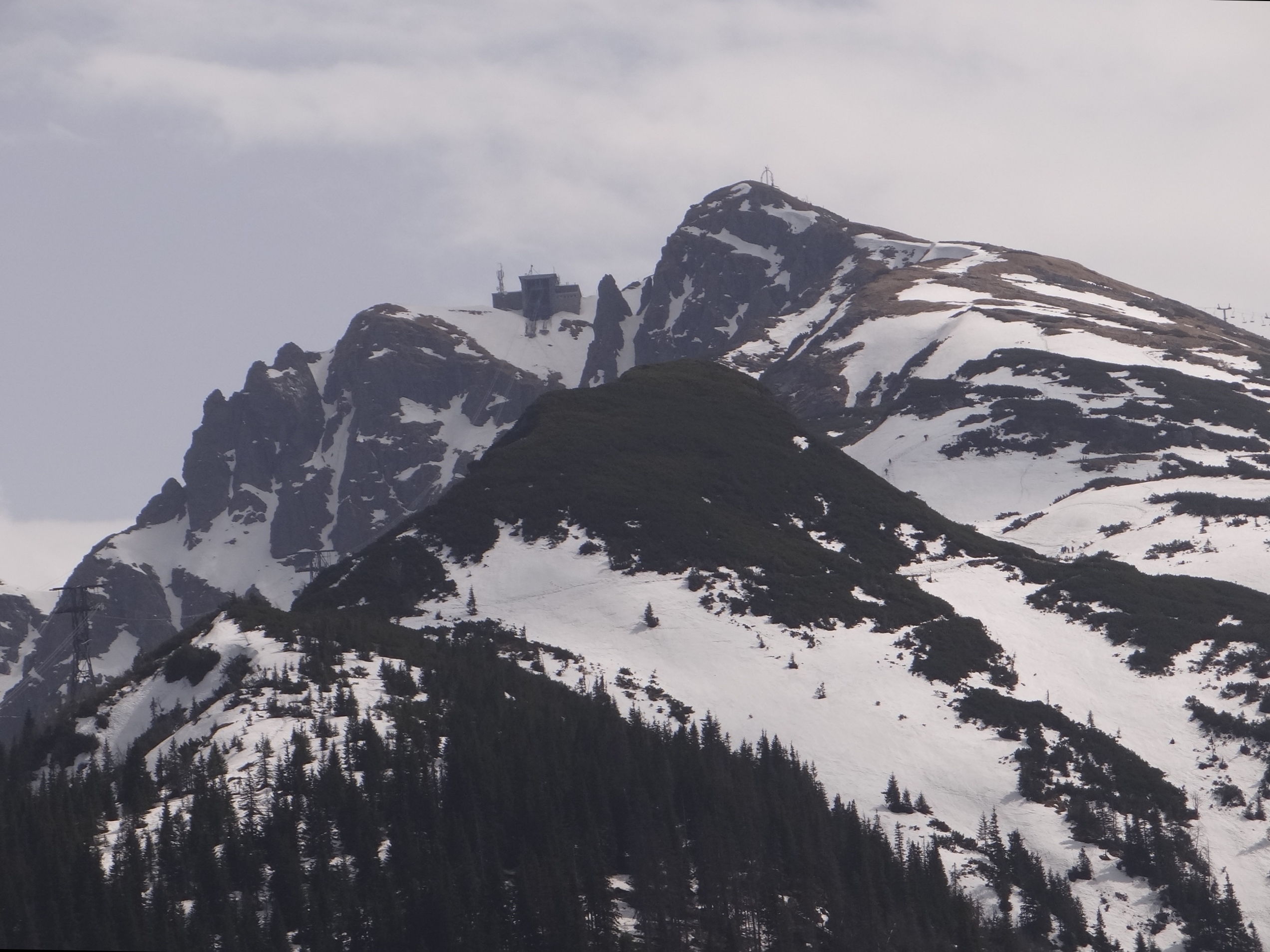
Szczyt Kasprowego Wierchu, widok z wagonu kolei linowej

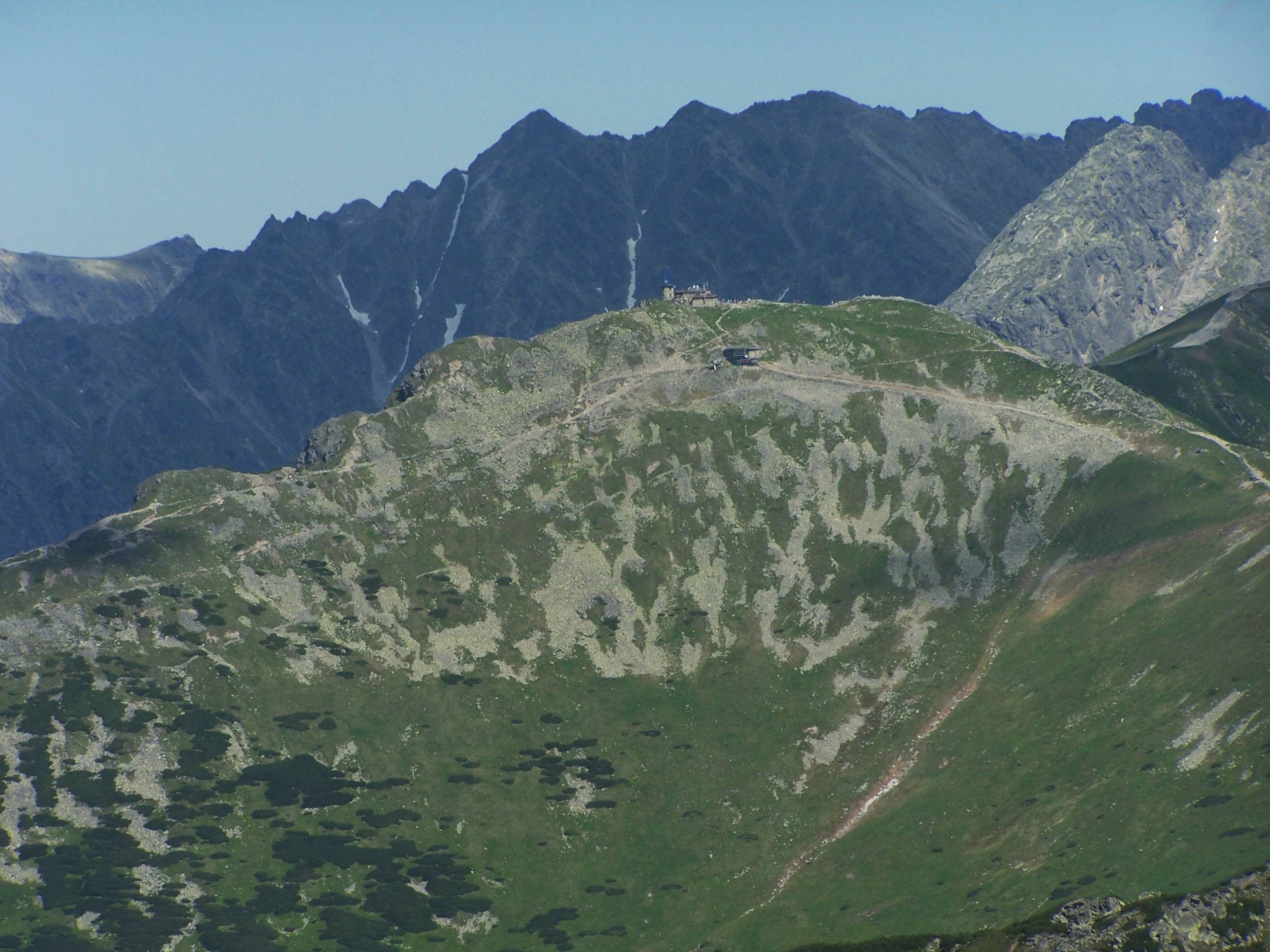
Kasprowy Wierch na tle Tatr Wysokich – widok z Kopy Kondrackiej

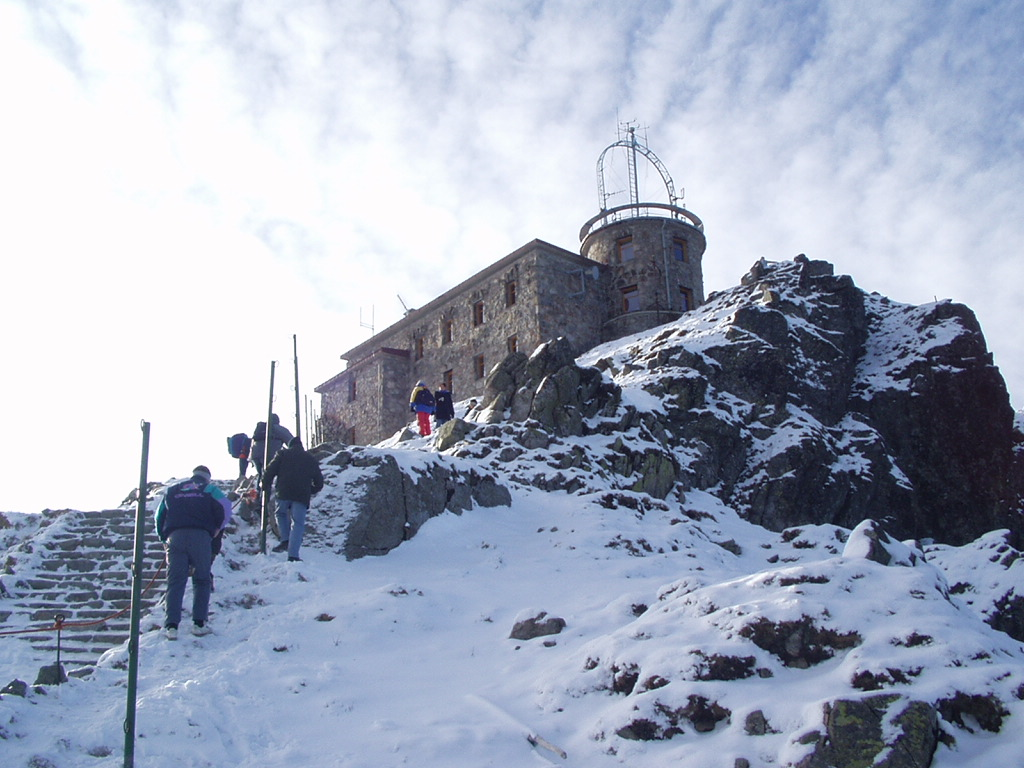
Kasprowy Wierch – obserwatorium meteorologiczne

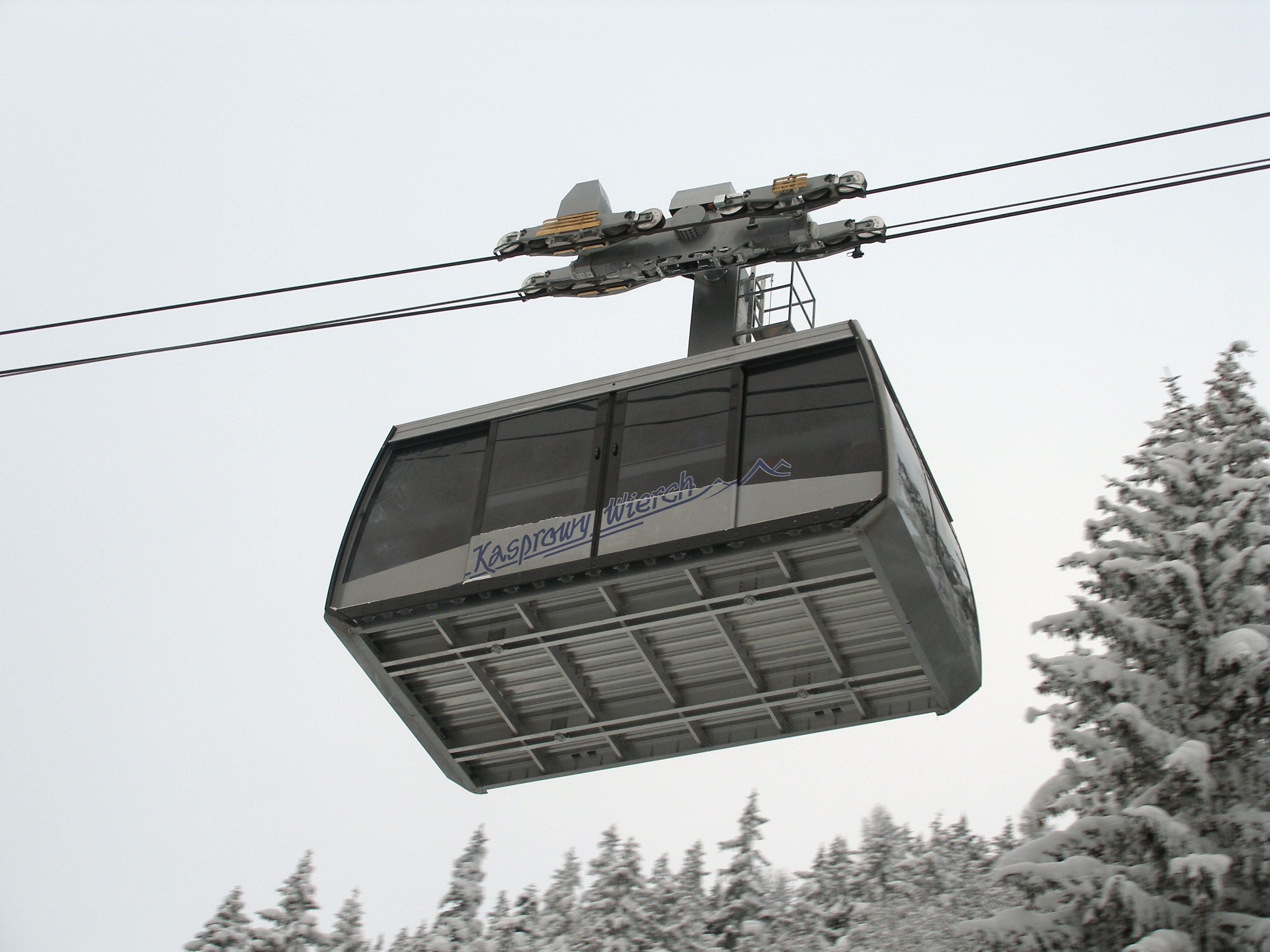
Kolej linowa na Kasprowy Wierch

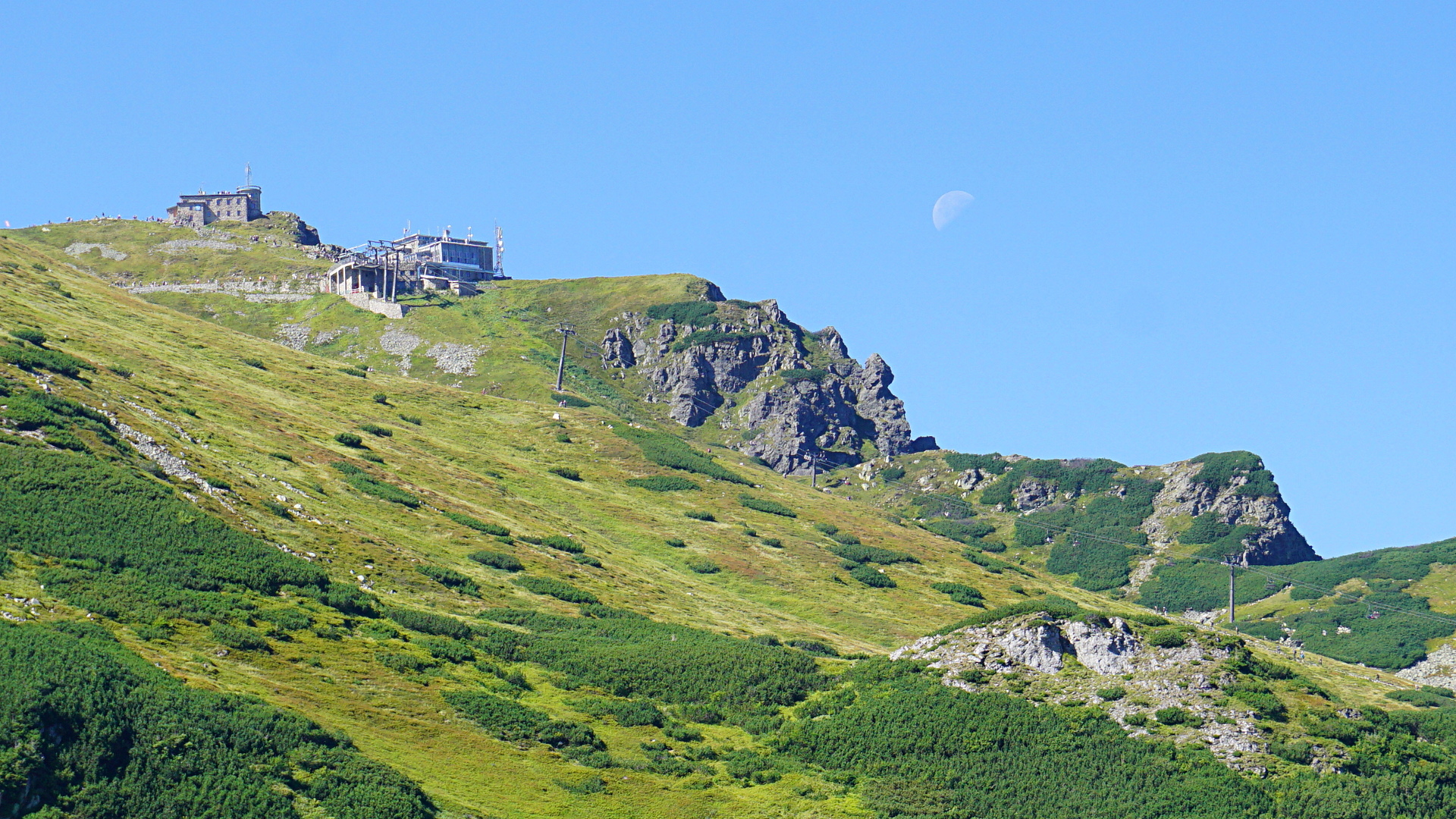
Szczyt widziany znad Zielonego Stawu Gąsienicowego

Kasprowy Wierch (słow. Kasprov vrch; niem. Kasparskogel, Kasparberg, Kasperberg), dawniej Kasprowa Czuba – szczyt w Tatrach Zachodnich o wysokości 1987 m.

## Topografia
Kasprowy Wierch położony jest w grani głównej Tatr i znajduje się zarazem na granicy polsko-słowackiej. Szczyt góruje nad trzema dolinami walnymi: Doliną Bystrej i Doliną Suchej Wody Gąsienicowej po stronie polskiej (północnej) oraz Doliną Cichą po stronie słowackiej (południowej). Jest zwornikiem dla 4 grani:
- grań południowo-wschodnia. Jest to odcinek grani głównej. Sąsiednim w niej szczytem jest Beskid (2012 m), oddzielony Suchą Przełęczą (1950 m),
- grań zachodnia, odcinek grani głównej. Sąsiednim szczytem jest Pośredni Goryczkowy Wierch (1874 m), oddzielony Przełęczą nad Zakosy (1816 m).
- grań północna biegnąca poprzez Suchą Czubę i Myślenickie Turnie. Oddziela ona dwie odnogi Doliny Bystrej: Dolinę Goryczkową i Dolinę Kasprową,
- długa północno-wschodnia grań Kasprowego Wierchu biegnąca poprzez Uhrocie Kasprowe, Kopę Magury i Królowy Grzbiet. Grań ta oddziela Dolinę Suchej Wody od Doliny Bystrej i dolinek reglowych[5].

## Opis szczytu
Zbudowany jest ze skał krystalicznych (granodioryty i pegmatyty), mimo położenia w młodszej części Tatr zbudowanej ze skał osadowych. Należy bowiem do tzw. wyspy krystalicznej Goryczkowej.
Strome stoki (niemal ściany) opadają tylko do Doliny Kasprowej. Znajduje się w nich kilka żlebów, z których najbardziej znany jest Żleb pod Palcem. Ze wszystkich pozostałych stron szczyt Kasprowego Wierchu dostępny jest bez problemu.
Tuż poniżej wydłużonego wierzchołka Kasprowego Wierchu, na wysokości 1959 m n.p.m. stoi budynek, w którym znajdują się bar, restauracja, kiosk, poczekalnia dla czekających na zjazd koleją, przechowalnia nart, WC oraz zimowa stacja TOPR. Od budynku do Suchej Przełęczy prowadzi brukowany kamieniem spacerowy chodnik o długości ok. 200 m.
W rejonie szczytu botanicy znaleźli stanowiska kilku bardzo rzadkich roślin, które w Polsce występują tylko w Tatrach i to w niewielu tylko miejscach: mietlicy alpejskiej, przymiotna węgierskiego, situ trójłuskowego i wiechliny tatrzańskiej.

## Historia
Nazwa Kasprowy Wierch pochodzi od leżącej u podnóży szczytu Hali Kasprowej, a ta z kolei według podań ludowych od imienia lub przezwiska jej właściciela – górala Kaspra. Szczyt zwiedzany turystycznie był od dawna; od około 1850 r. istniały wydeptane ścieżki z Doliny Gąsienicowej i z Goryczkowej Przełęczy nad Zakosy. Pierwsze odnotowane zimowe wejścia turystyczne: Klemens Bachleda i Karol Potkański ok. 1890. Od około 1910 r. Kasprowy Wierch stał się popularny wśród narciarzy. Obecnie jest najczęściej odwiedzanym szczytem Tatr – w sezonie do 4000 osób dziennie.
Na zboczach Kasprowego Wierchu zbudowano także dwie koleje krzesełkowe i poprowadzono parę narciarskich tras zjazdowych: Trasę Goryczkową i Trasę Gąsienicową. 4 października 1936 na Kasprowym Wierchu miał miejsce pożar, który zniszczył baraki wraz z prowizoryczną stacją meteorologiczną. W roku 1938 zbudowano Wysokogórskie Obserwatorium Meteorologiczne Kasprowy Wierch. Projektantami byli Aleksander Kodelski i Anna Kodelska. Od 1945 r. jest to najwyżej położony budynek w Polsce, obecnie Obserwatorium Meteorologiczne IMGW, w którym działa także Laboratorium Pomiaru Gazów Cieplarnianych KASLAB. W dwudziestoleciu międzywojennym najwyżej położonym budynkiem było obserwatorium astronomiczne (z racji swego wyglądu zwane „Białym Słoniem”) na Popie Iwanie w Czarnohorze.
W 1967 roku na Kasprowym Wierchu zainstalowano przemiennik nadający Program 1 Telewizji Polskiej. Działał on do 1995 roku, zaś od września 1994 roku lokalizacja na górze znajduje się w koncesji lokalnego Radia Alex.
Kroniki Polskich Kolei Linowych odnotowują wizyty prezydentów: Ignacego Mościckiego (1936 r.), Lecha Wałęsy (1992 r.), Aleksandra Kwaśniewskiego (1996 r.), Bronisława Komorowskiego (2015 r.) oraz byłego prezydenta na uchodźstwie Ryszarda Kaczorowskiego (kilka razy, ostatni raz w 2003 r.). 6 czerwca 1997 r. Kasprowy Wierch odwiedził papież Jan Paweł II; jego wizytę upamiętnia tablica na górnej stacji kolei linowej. 18 stycznia 2008 r. prezydent Lech Kaczyński oficjalnie otworzył nową kolej linową po jej gruntownej przebudowie i zwiększeniu przepustowości.
Dawniej istniało przejście graniczne Kasprowy Wierch.
4 października 2018 r. w sali restauracji na górnej stacji kolei linowej Krakowski Teatr Komedia wystawił sztukę pt. Pan Tadeusz z M3, inspirowaną znanym poematem A. Mickiewicza. Wydarzenie miało miejsce w ramach ogólnopolskiego programu teatralnego „100 Lat Radości z Niepodległości”, a samo przedstawienie stało się pierwszym spektaklem teatralnym, odegranym na Kasprowym Wierchu – i zapewne najwyżej dotychczas wystawioną sztuką w Polsce.

## Turystyka i narciarstwo
Szlaki turystyczne
W rejonie Kasprowego Wierchu i Suchej Przełęczy spotyka się kilka szlaków turystycznych:
 – zielony przez Myślenickie Turnie i Bystrą Polankę do Kuźnic. Czas przejścia: 2:15 h, ↑ 3 h.
 – żółty ze schroniska „Murowaniec” w Dolinie Gąsienicowej przez Gienkowe Mury na Suchą Przełęcz. Czas przejścia z Murowańca na Kasprowy Wierch: 1:25 h, ↓ 1:05 h.
  – żółty z Doliny Cichej Liptowskiej, przebiegającej po południowej, słowackiej stronie Tatr, na Suchą Przełęcz opodal wierzchołka Kasprowego Wierchu. Czas przejścia z Kasprowego Wierchu do czerwonego szlaku w Dolinie Cichej: 1:40 h, ↑ 2:20 h.
 – czerwony z Doliny Kościeliskiej przez Czerwone Wierchy i dalej główną granią Tatr przez Kasprowy Wierch, Liliowe i Świnicką Przełęcz na szczyt Świnicy i dalej w kierunku Orlej Perci.
- Czas przejścia z Kopy Kondrackiej na Kasprowy Wierch: 1:55 h, z powrotem 1:40 h.
- Czas przejścia z Kasprowego Wierchu na Świnicę: 1:40 h, ↓ 1:20.

Ośrodek narciarski
Koleje linowe
Kasprowy Wierch jest powszechnie znanym ośrodkiem narciarskim. W pobliże szczytu wyjeżdżają 3 koleje linowe. Są to:
- kolej linowa na Kasprowy Wierch z Kuźnic, wybudowana w latach 1935–1936 w ciągu 8 miesięcy; jest to kolej kabinowa czynna cały rok (z wyjątkiem okresu konserwacji),
- kolej krzesełkowa „Hala Goryczkowa” z Doliny Goryczkowej, uruchomiona w 1968, jest to kolej krzesełkowa z krzesełkami 2-osobowymi, działa tylko w sezonie zimowym i przeznaczona jest głównie dla narciarzy,
- kolej krzesełkowa „Hala Gąsienicowa” z Doliny Gąsienicowej, uruchomiona w 1962, zmodernizowana w 2000, jest to kolej krzesełkowa z krzesełkami 4-osobowymi, działa tylko w sezonie zimowym i jest przeznaczona głównie dla narciarzy.

Trasy zjazdowe
Z Kasprowego Wierchu biegną dwie spektakularne zjazdowe trasy narciarskie: w kierunku północno-wschodnim Trasa Gąsienicowa, opadająca do zachodniej gałęzi Doliny Gąsienicowej, oraz w kierunku północno-zachodnim Trasa Goryczkowa schodząca do Doliny Goryczkowej pod Zakosy. Ze względu na stromiznę i trudne warunki terenowe są one nieodpowiednie dla początkujących; mogą nimi zjeżdżać jedynie doświadczeni narciarze. Obydwie trasy mają przedłużenia (Nartostrada Gąsienicowa i Nartostrada Goryczkowa) umożliwiające zjazd na nartach terenem reglowym do Kuźnic, a przy dużej ilości śniegu nawet do centrum Zakopanego. Całkowita długość Trasy Goryczkowej na odcinku Kasprowy Wierch – Kuźnice wynosi około 8 km, a Trasy Gąsienicowej na podobnym odcinku – około 10 km. Obydwie trasy pokonują tę samą różnicę wysokości wynoszącą około 950 m. Goryczkowa ze względu na urozmaicony teren narciarski uchodzi za najpiękniejszą trasę narciarską w Polsce, natomiast Gąsienicowa charakteryzuje się wspaniałą scenerią wysokogórską.

## Zagrożenia
Rejon Kasprowego Wierchu jest jednym z obszarów Tatr Polskich cechujących się największym natężeniem ruchu turystycznego. Znaczna liczba turystów przebywających w okolicy wierzchołka i na okolicznych zboczach powoduje przyspieszoną erozję gleby. Na trasie kolei linowej występują nieulegające biodegradacji śmieci, a roślinność wokół podpór jest zniszczona przez warstwy smarów spadających z rolek prowadzących wagoniki. Kolej zwiększa atrakcyjność tego rejonu, ułatwia dostęp i przyczynia się do niszczenia środowiska naturalnego. Złe warunki pogodowe tylko w niewielkim stopniu ograniczają ruch turystyczny. Uszkodzenia roślinności (w tym chronionej kosodrzewiny) poprzez ścinanie i okaleczanie krawędziami nart związane są z masowo uprawianym narciarstwem zjazdowym. Użycie ratraków powoduje dodatkowe ubicie śniegu, co opóźnia zanikanie pokrywy śnieżnej i skraca okres wegetacyjny roślin.